# Agnes Monica

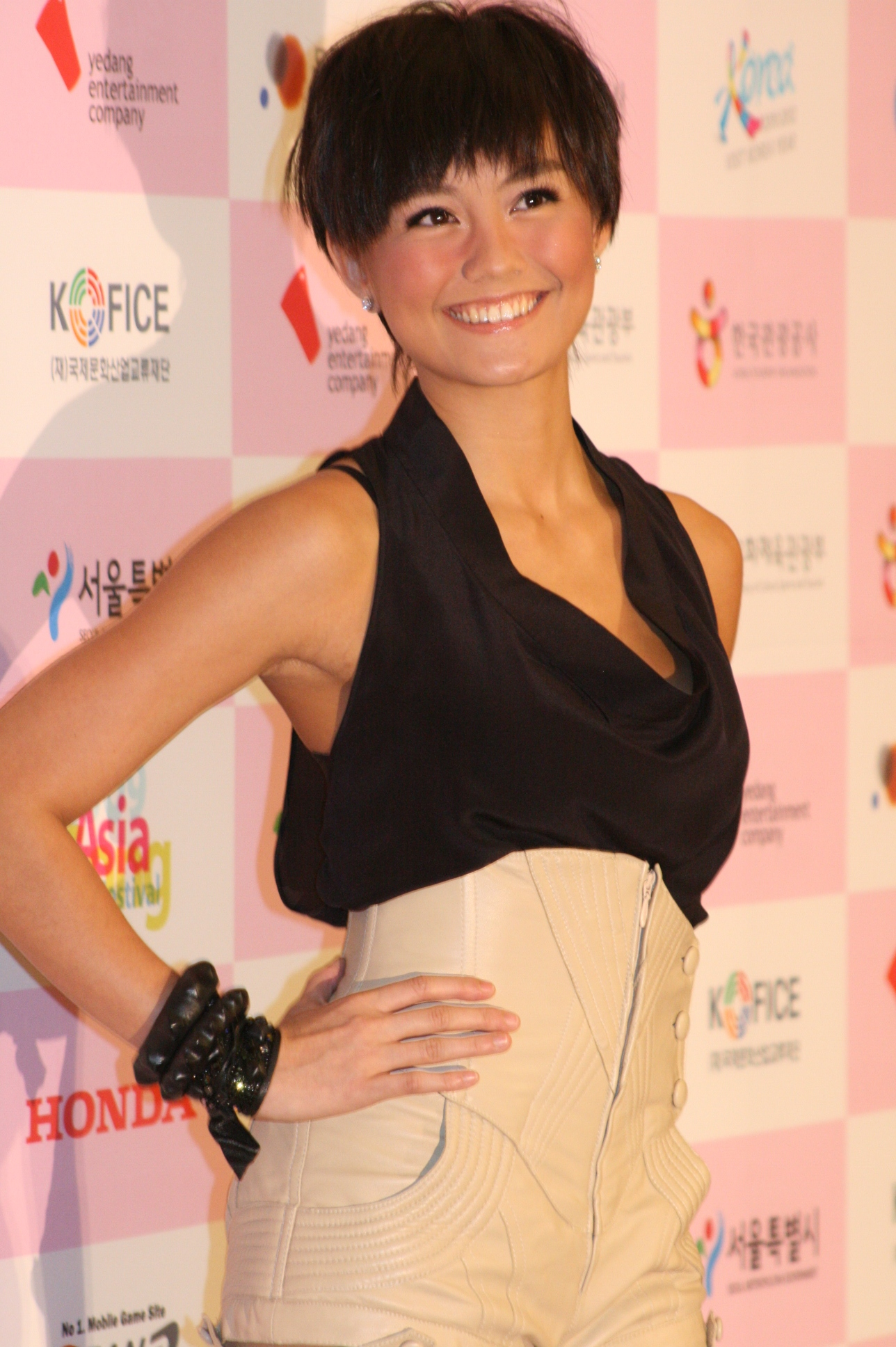
Agnes Monica v roce 2009

Agnes Monica, rozená Agnes Monica Muljoto (* 1. červenec 1986, Jakarta, Indonésie) je indonéská zpěvačka, herečka a moderátorka. Její kariéra započala v šesti letech. Vydala tři dětská alba. Kromě zpěvu se věnuje moderování dětských televizních pořadů. Již v dospívání se začala věnovat herectví.
První album, jako dospělá vydala v roce 2003 s názvem A Story Goes. Úspěch alba v Indonésii vzbudil i zájem v zahraničí a tak započala její kariéra na mezinárodní scéně. Druhé album vyšlo v roce 2005 s názvem Whaddup"..?!. Po té začala spolupracovat s americkým zpěvákem Keithem Martinem. Také se podílí na natáčení dvou asijských dramat.

## Diskografie

### Studiová alba
- Si Meong (1992)
- Yess! (1995)
- Bala-Bala (1996)
- And the Story Goes'; (2003)
- Whaddup A.. '?! (2005)
- Sacredly Agnezious (2009)

### Další alba
- Nez (2008)
- Agnes Is My Name (2011)

### Televizní série
- (1999)
- Mr Hologram (1999)
- Pernikahan Dini (2001)
- Amanda (2002)
- Ciuman Pertama (2002)
- Cinta Selembut Awan (2002)
- Cewekku Jutek (2003)
- Cantik (2004)
- Bunga Perawan (2004)
- Ku 'Tlah Jatuh Cinta (2005)
- Pink (2006)
- Romance In The White House (2006)
- The Hospital (2006)
- Kawin Muda (2006)
- Jelita (2008)
- Kawin Masal (2008)
- Pejantan Cantik (2010)
- Mimo Ketemu Poscha (2012)